# USS Reynolds (DE-42)
USS Reynolds (DE-42) là một tàu hộ tống khu trục lớp Evarts được Hải quân Hoa Kỳ chế tạo trong Chiến tranh Thế giới thứ hai. Nó là chiếc tàu chiến duy nhất của Hải quân Mỹ được đặt theo tên Thiếu úy Hải quân Dudley Louis Reynolds (1910-1942), người phục vụ trên tàu tuần dương hạng nặng Pensacola (CA-24) và đã tử trận trong Trận Tassafaronga vào ngày 30 tháng 11, 1942. Nó đã phục vụ cho đến khi chiến tranh kết thúc, xuất biên chế vào ngày 5 tháng 12, 1945 và xóa đăng bạ vào ngày 19 tháng 12, 1945. Con tàu bị bán để tháo dỡ vào ngày 28 tháng 4, 1947. Reynolds được tặng thưởng tám Ngôi sao Chiến trận do thành tích phục vụ trong Thế Chiến II.

## Thiết kế và chế tạo
Những chiếc thuộc lớp tàu khu trục Evarts có chiều dài chung 289 ft 5 in (88,21 m), mạn tàu rộng 35 ft 1 in (10,69 m) và độ sâu mớn nước khi đầy tải là 8 ft 3 in (2,51 m). Chúng có trọng lượng choán nước tiêu chuẩn 1.140 tấn Anh (1.160 t); và lên đến 1.430 tấn Anh (1.450 t) khi đầy tải. Hệ thống động lực bao gồm bốn động cơ diesel General Motors Kiểu 16-278A nối với bốn máy phát điện để vận hành hai trục chân vịt; công suất 6.000 hp (4.500 kW) cho phép đạt được tốc độ tối đa 21 kn (24 mph; 39 km/h), và có dự trữ hành trình 4.150 nmi (4.780 mi; 7.690 km) khi di chuyển ở vận tốc đường trường 12 kn (14 mph; 22 km/h).
Vũ khí trang bị bao gồm ba pháo 3 in (76 mm)/50 cal trên tháp pháo nòng đơn có thể đối hạm hoặc phòng không, một khẩu đội 1,1 inch/75 caliber bốn nòng và chín pháo phòng không Oerlikon 20 mm. Vũ khí chống ngầm bao gồm một dàn súng cối chống tàu ngầm Hedgehog Mk. 10 (có 24 nòng và mang theo 144 quả đạn); hai đường ray Mk. 9 và tám máy phóng K3 Mk. 6 để thả mìn sâu.
Reynolds được đặt lườn như là chiếc BDE-42 tại Xưởng hải quân Puget Sound ở Bremerton, Washington vào ngày 12 tháng 1, 1943. Tuy nhiên Hải quân Hoa Kỳ quyết định giữ lại con tàu, nên xếp lại lớp như là chiếc DE-42 vào ngày 16 tháng 6, 1943 và đổi tên thành Reynolds vào ngày 23 tháng 6, 1943. Nó được hạ thủy vào ngày 1 tháng 8, 1943; được đỡ đầu bởi bà Dudley L. Reynolds, vợ góa Thiếu úy Reynolds, và nhập biên chế vào ngày 1 tháng 11, 1943 dưới quyền chỉ huy của Hạm trưởng, Thiếu tá Hải quân Edward P. Adams.

## Lịch sử hoạt động
Sau khi hoàn tất việc chạy thử máy huấn luyện ngoài khơi miền Nam California, Reynolds rời vùng bờ Tây vào ngày 13 tháng 1, 1944 để hướng sang khu vực quần đảo Hawaii. Nó tiếp tục hoạt động huấn luyện cho đến khi rời Trân Châu Cảng vào ngày 27 tháng 1, hướng sang phía Tây trong thành phần bảo vệ cho tàu sân bay hộ tống White Plains (CVE-66), vốn đang vận chuyển máy bay đến các căn cứ tiền phương. Đi đến Majuro vào ngày 4 tháng 2, nó tiếp tục hộ tống cho White Plains đi đến Kwajalein, rồi quay trở lại Majuro, và đi ngang qua Makin để quay trở về Trân Châu Cảng, đến nơi vào ngày 23 tháng 2. Tại vùng phụ cận Oahu, nó phục vụ cùng Tư lệnh Lực lượng Huấn luyện Tàu ngầm cho đến tháng 5, và sau khi trình diễn kỹ năng chống ngầm cho các quan sát viên Australia, nó tiếp nối nhiệm vụ hộ tống vận tải bằng một chuyến đi đến Eniwetok. Đến nơi vào ngày 20 tháng 6, nó gia nhập Đội đặc nhiệm 12.2, một đội tìm-diệt tàu ngầm, và vào ngày 28 tháng 7 đã trợ giúp cho tàu hộ tống khu trục chị em Wyman (DE-38) đánh chìm chiếc tàu ngầm Nhật Bản RO-48.
Tách khỏi nhiệm vụ tìm-diệt vào ngày 9 tháng 8, Reynolds quay trở về Trân Châu Cảng để rồi lại lên đường vào ngày 20 tháng 8 trong thành phần Đơn vị Đặc nhiệm 31.4.4, Lực lượng Đồn trú phía Tây trong chiến dịch Palau. Nó đi đến Kossol Passage vào ngày 20 tháng 9, và tiếp tục ở lại khu vực này cho đến ngày 5 tháng 10, hoạt động tuần tra tại lối vào phía Bắc eo biển. Từ ngày 5 tháng 10 đến ngày 14 tháng 11, nó hộ tống cho tàu bè đi lại giữa đảo Manus và vịnh Purvis, rồi tiếp tục đi đến Ulithi nơi nó gia nhập Đội đặc nhiệm 30.8 vào ngày 17 tháng 11. Con tàu hoạt động chủ yếu cùng với đơn vị này cho đến khi chiến tranh kết thúc, hộ tống cho các tàu chở dầu và tàu tiếp liệu phục vụ cho các lực lượng đặc nhiệm 38 và 58 trong các hoạt động không kích xuống Philippines, Đài Loan, Iwo Jima và Okinawa.
Sau khi chiến tranh chấm dứt, Reynolds tiếp tục hộ tống cho các tàu chở dầu cho đến khi được tách ra vào ngày 4 tháng 9 để đi đến vịnh Tokyo. Nó ở lại đây cho đến ngày 7 tháng 9, bảo vệ cho các hoạt động tiếp nhiên liệu của Lực lượng Đặc nhiệm 16, rồi đi ngang qua Ulithi để quay trở về Hoa Kỳ. Nó về đến San Francisco, California, vào giữa tháng 10, và được cho xuất biên chế tại Mare Island, California vào ngày 5 tháng 12, 1945; tên nó cũng được cho rút khỏi danh sách Đăng bạ Hải quân vào ngày 19 tháng 12, 1945. Con tàu được bán cho hãng John L. Key tại San Francisco vào ngày 28 tháng 4, 1947 để tháo dỡ.

## Phần thưởng[2]
|  |                                                       |  |
|  | Silver star · Bronze star · Bronze star · Bronze star |  |

| Dãi băng Hoạt động Tác chiến (truy tặng) |                                                                         |                                                                         |                                      |
| Huân chương Chiến dịch Hoa Kỳ            | Huân chương Chiến dịch Châu Á-Thái Bình Dương với 8 Ngôi sao Chiến trận | Huân chương Chiến dịch Châu Á-Thái Bình Dương với 8 Ngôi sao Chiến trận | Huân chương Chiến thắng Thế Chiến II |